# Морето
„Морето“ е български игрален филм (драма) от 1967 година на режисьора Петър Донев, по сценарий на Георги Бранев. Оператор е Борис Янакиев. Музиката във филма е композирана от Кирил Дончев.

## Сюжет
Жана и Тони се запознават на черноморския бряг. Тя е фриволно момиче в забавления по плажовете и баровете, а той – самонадеян млад инженер, търсещ приключения. Заедно прекарват времето. Една нощ със спортен мерцедес се впускат в надпревара с другите коли по шосето. На сутринта разбират, че е бил прегазен човек. Обзема ги тягостно съмнение, че може би те са извършителите. Самоанализът води до признания, в които фалшът изчезва. Тони иска да се предаде, но истинският виновник е заловен. Изстраданите мигове освобождават младите от подозренията. Тяхното пътуване сменя посоката си...

## Актьорски състав
- Стефан Данаилов – Тони
- Северина Тенева – Жана
- Ицхак Финци – инспекторът
- Станко Михайлов – колегата на Тони
- Евстати Стратев – Фетфаджиев
- Боряна Баракова
- Николай Иванов
- Борис Радивенски